# Silene samothracica
Silene samothracica är en nejlikväxtart som först beskrevs av Karl Heinz Rechinger, och fick sitt nu gällande namn av W. Greuter. Silene samothracica ingår i släktet glimmar, och familjen nejlikväxter. Inga underarter finns listade i Catalogue of Life.